# Dia de la Independència de Finlàndia

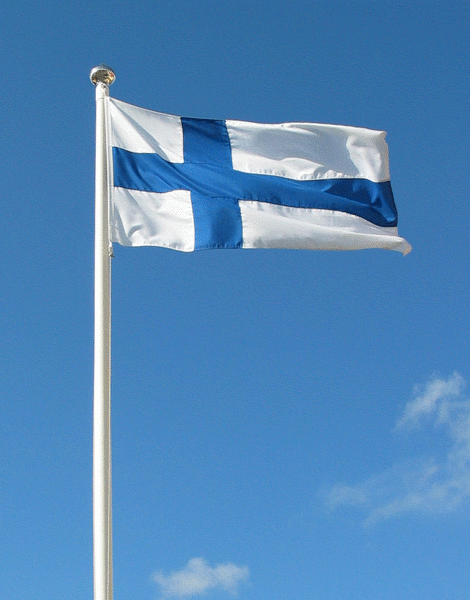
La bandera de Finlàndia

El Dia de la Independència de Finlàndia (finès: itsenäisyyspäivä, suec: självständighetsdagen) és una festa nacional que se celebra el 6 de desembre per commemorar la declaració d'Independència de Finlàndia de l'Imperi Rus el 1917.

## Història
La Revolució Russa de 1917, causada per disturbis interns al gegant asiàtic després de les dificultats sorgides arran la intervenció a la Primera Guerra Mundial, va permetre a Finlàndia revocar la llei imperial russa i declarar la Independència de Finlàndia de l'Imperi. Encara que la Declaració d'Independència va ser reconeguda el dia 6 de desembre pel Parlament de Finlàndia, l'acord entre no-socialistes i socialdemòcrates es va realitzar dos dies abans, després d'intenses negociacions sobre qui ostentaria el poder.
La primera celebració del Dia de la Independència va ser el 1917. Tot i així, durant els primers anys de la independència, el 6 de desembre era tan sols una festa minoritària, en detriment de la festa del 16 de maig, què commemora el final de la Guerra Civil de Finlàndia.

## Commemoració
Les primeres dècades d'aquesta celebració estaven marcades per la solemnitat: discursos patriòtics i serveis eclesiàstics commemoratius eren les úniques celebracions. Tot i així, després de la dècada dels 70, la festa va adquirir un caràcter més lúdic i universal, i es va començar a decorar els carrers i les llars i a fer postres especials amb els colors de la bandera.
Tradicionalment, es col·loquen dues espelmes a les finestres fineses a la tarda. Aquesta tradició prové d'una llegenda de l'època de l'ocupació russa, que diu que s'usava un parell de candeles per informar als joves finesos revolucionaris que aquella casa oferia refugi als que fugien de les tropes russes.

## Festivitats Estatals
La festivitat oficial comença amb l'alçament de la bandera al Tähtitorninmäki (Helsinki). També es concerten visites guiades al cementiri i museu de la memòria de la Segona Guerra Mundial.